# Archidiocèse d'Ancône-Osimo
L’archidiocèse d'Ancône-Osimo (en latin : Archidioecesis Anconitana-Auximana ; en italien : arcidiocesi di Ancona-Osimo) est un archidiocèse métropolitain de l'Église catholique d'Italie appartenant à la région ecclésiastique des Marches.

## Territoire
L'archidiocèse est situé dans une partie de la province d'Ancône, l'autre fraction de cette province étant partagée par l'archidiocèse de Camerino-San Severino Marche ainsi que les suffragants d'Ancône-Osimo que sont les diocèses de Jesi, Senigallia, Fabriano-Matelica et la prélature de Lorette. 
Son territoire est d'une superficie de 501 km2 divisé en 72 paroisses regroupées en 5 archidiaconés. L'archevêché est à Ancône où se trouve la cathédrale Saint-Cyriaque avec une image de la Vierge considérée comme miraculeuse par les catholiques et dans la crypte le corps de saint Cyriaque de Jérusalem ; dans la même ville, l'église saint Jean-Baptiste conserve les reliques du bienheureux Gabriele Ferretti. La cathédrale d'Osimo est cocathédrale depuis la fusion des deux diocèses. Toujours à Osimo, se trouve la basilique de Saint-Joseph de Cupertino où est vénéré son corps. Le sanctuaire de la Madone de Campocavallo (it) (frazione d'Osimo) est le lieu d'un pèlerinage depuis qu'une image de Notre-Dame des sept Douleurs aurait bougé les yeux en 1892.

## Histoire
L'archidiocèse actuel est le fruit de l'union de l'archidiocèse d'Ancône et du diocèse d'Osimo par le décret Instantibus votis de la congrégation pour les évêques du 30 septembre 1986.

### Archidiocèse d'Ancône
Les premières traces du christianisme à Ancône sont dans la memoria antiqua de saint Étienne, dont saint Augustin parle dans un de ses sermons, datant peut-être de 425, tandis que le pape Grégoire Ier écrit que la première cathédrale d'Ancône est dédiée à ce saint. La tradition liturgique d'Ancône fait mémoire de plusieurs saints martyrs, dont saint Libère, les saintes Palatiate et Laurence, les saints Pellegrin, Ercolan et Flavien. Des traditions anciennes donnent comme premiers évêque deux saints d'origine grecque, Primien d'Ancône (it) (IIIe siècle) et Cyrique (IVe siècle), qui témoignent du lien étroit qui unit la ville d'Ancône à l'orient chrétien ; mais si l'existence historique de ces deux saints ne fait pas de doute, leur état d'évêque d'Ancône paraît moins certain.
Le premier témoignage historique de l’existence d’un siège épiscopal à Ancône est une lettre du pape Gélase Ier (492-496) adressée aux évêques Maxime et Eusèbe, afin qu’ils traitent d'une faute commise par l’évêque d’Ancône, dont on ignore le nom, accusé par l'évêque de l'ecclesia Camiscana (probablement Camerino), d'avoir occupé certaines paroisses placées sous sa juridiction. Le premier évêque dont le nom est connu avec certitude est saint Marcellin (it), VIe siècle, dont parle Grégoire Ier dans ses Dialogues (environ 593-594). Les lettres de ce pontife indiquent le nom d’un autre évêque d’Ancône, Serene, chargé par le pape en 599 de visiter l’Église d’Osimo, qui n’était plus évêque depuis un certain temps. Serene décède avant le mois de décembre 603 car une lettre du pape Grégoire informe que trois candidats sont à l'étude pour le siège d'Ancône et que le pontife ordonne l'ouverture d'une enquête avant de procéder à la nomination définitive de nouvel évêque.
La tradition d'Ancône ajoute à ces évêques d'autres évêques dont l'existence historique n'est toutefois pas prouvée par des documents contemporains. Marc en 462 (ou 465), Trason Ier en 500, Thomas en une date incertaine au VIe siècle et Jean Ier en 629. Les évêques successifs du premier millénaire sont pour la plupart connus pour leur participation aux conciles célébrés à Rome par les pontifes. Maur et Jean II participent aux conciles qui condamnent le monothélisme en 649 et 680 ; et Paul, qui est envoyé en tant que légat apostolique à Constantinople en 878, mais ayant rejoint le parti du patriarche Photios Ier, il est déposé du siège d'Ancône.
Parmi les évêques du XIIIe siècle, Gerardo II et Giovanni Bono se distinguent particulièrement. Au cours de l'épiscopat de Gérard, un camaldule, les reliques des martyrs Pellegrin, Ercolan et Flavien sont retrouvées ; cet évêque doit également rédiger une nouvelle règle pour la vie des chanoines de la cathédrale. Giovanni Bono, en revanche, est connu pour sa participation au premier concile de Lyon de 1245 et sa nomination en tant que vicaire pontifical pour le royaume de Sicile.
En 1419, le pape Martin V décide d'unir les diocèses d'Ancône et de Numana (it). L'union est sanctionnée par la bulle Ex supernae majestatis du 19 octobre 1422 et le diocèse prend le nom de diocèse d'Ancône et d'Umana (Anconitana et Numanensis). Cependant, contrairement à la tradition, l'union des deux diocèses n'est pas aeque principaliter et Numana ne conserve aucune prérogative épiscopale. C'est pour cette raison que sa cathédrale est réduite au rang de simple paroisse. Au cours des siècles suivants, les évêques d'Ancône n'usent pas du titre d'évêques d'Umana jusqu'au 22 avril 1747, lorsque le pape Benoît XIV leur impose d'adopter le double titre.
La seconde moitié du XVIe siècle voit la présence d'évêques qui s'engagent dans la mise en œuvre des décrets du concile de Trente. Le premier est Vincenzo Lucchi (1556-1585), qui créé le séminaire et impose l’obligation de résidence à tous les titulaires d’avantages ecclésiastiques. Le cardinal Carlo Conti (1585-1615) célèbre un synode diocésain, suivit de cinq visites pastorales dans son diocèse, et il accueille les jésuites.
En 1796, une grande foule, estimée à environ soixante mille personnes, voit une image de la Vierge exposée dans la cathédrale ouvrir et fermer les yeux pendant quatre mois. En février de l'année suivante, Napoléon Bonaparte vient dans la ville pour établir personnellement une enquête autour de ce fait, dans le but d'y mettre fin. Il examine scrupuleusement l'image, interroge les chanoines, mais par respect pour les personnes qui l’avaient vénérée, il décide que l'image doit rester dans la cathédrale. Cette image est encore aujourd'hui l'un des principaux centres de dévotion de la communauté chrétienne d'Ancône.
Le 14 septembre 1904, le siège est élevé au rang d'archidiocèse honoris causa, et immédiatement soumis au Saint-Siège par le décret Honoribus et privilegiis de la congrégation pour les évêques. Le 15 août 1972, le pape Paul VI l'élève à nouveau en archidiocèse métropolitain par la bulle Qui apostolico avec les diocèses d'Osimo et de Jesi comme suffragants.

### Diocèse d'Osimo
Selon la tradition, c’est Félicien de Foligno qui propage la foi chrétienne sur le territoire d’Osimo au milieu du IIIe siècle. En 303, lors des persécutions ordonnées par Dioclétien, les saints Florent, Dioclétien et Sisinnius sont martyrisés à Osimo ; une église leur est dédiée sur le site du martyre qui existe encore aujourd'hui. Le premier évêque d’Osimo dont nous avons connaissance est saint Léopard, qui a vécu à une période incertaine, probablement au IVe  ou au Ve siècle. En 599, le pape Grégoire Ier confie l'Église d'Osimo, dont le siège est vacant depuis longtemps, à l'évêque Serene d'Ancône.
À partir du VIIe siècle, la série épiscopale d'Osimo reprend avec Fortunat, qui prend part au concile du Latran appelé par le pape Martin Ier en 649 pour condamner l'hérésie monothélite. L'évêque suivant est Jean ; il participe au
concile de Rome voulu par le pape Agathon pour renouveler la condamnation du monothélisme. saint Vitalien d'Osimo fait reconstruire la cathédrale dédiée à saint Léopard ; un évêque nommé Vitalien prend part au concile romain de 743. Au XIe siècle, l'évêque Ghislerio est durement repris par saint Pierre Damien pour sa conduite immorale. En 1053, le pape Léon IX consacre la cathédrale d'Osimo, qui est agrandie par l'évêque Gentile à la fin du XIIe siècle.
Au XIIIe siècle, dans le contexte de la lutte entre Guelfes et Gibelins, la ville d’Osimo adhère au parti de l’empereur Frédéric II. C'est pour cette raison que le 22 mai 1240, le pape Grégoire IX édicte la bulle Recte considerationis examine qui supprime le diocèse d'Osimo et intègre son territoire au diocèse de Recanati. Le 15 novembre de la même année, Osimo passe sous juridiction de l'évêque de Numana en compensation de la perte de l'autorité de l'évêque sur Recanati. Cette situation dure jusqu'au 13 mars 1264, date à laquelle le pape Urbain IV restaure le diocèse d'Osimo par la bulle Recti statera judicii. En 1320, Osimo se rebelle à nouveau et incarcère l'évêque Berard II. Le pape Jean XXII prive de nouveau Osimo de sa dignité épiscopale, mais les autres communes du diocèse s'étant opposés à la rébellion, il leur octroie un évêque avec le titre d'episcopus dioecesis ecclesiae Auximanae, olim cathedralis. L'église de Santa Maria di Cingoli est utilisée comme cathédrale. Le 12 juillet 1368, le pape Urbain VI accorde le retour du siège d'Osimo par la bulle Sancta Mater Ecclesia.
Bernardino de Cupis (1551-1574) participe au concile de Trente et il est le premier à mettre en œuvre les décrets de réforme tridentins dans le diocèse, suivis par d'autres évêques dont Antonio Maria Galli (1591-1620), Agostino Galamini (1620-1639) et Antonio Bichi (1656-1691). En 1586, le pape Sixte V transfère à Recanati les territoires de Castelfidardo et de Montecassiano qui appartenaient auparavant à Osimo. Le 20 août 1725, par la bulle Romana Ecclesia du pape Benoît XIII, le diocèse de Cingoli est rétabli et uni aeque principaliter à Osimo.
Le 15 août 1972, le diocèse d'Osimo, jusqu'alors immédiatement soumis au Saint-Siège, intègre la province ecclésiastique de l'archidiocèse d'Ancône. En 1984, Osimo récupère la commune de Castelfidardo à Osimo, il cède Montefano au diocèse de Recanati et Appignano à celui de Macerata. En 1986, juste avant l’union avec Ancône, le diocèse d’Osimo compte 22 paroisses dans les municipalités d’Osimo, Filottrano, Castelfidardo, Staffolo et Offagna. L'ancien palais épiscopal d'Osimo est maintenant le siège du musée diocésain.

### Archidiocèse d'Ancône-Osimo

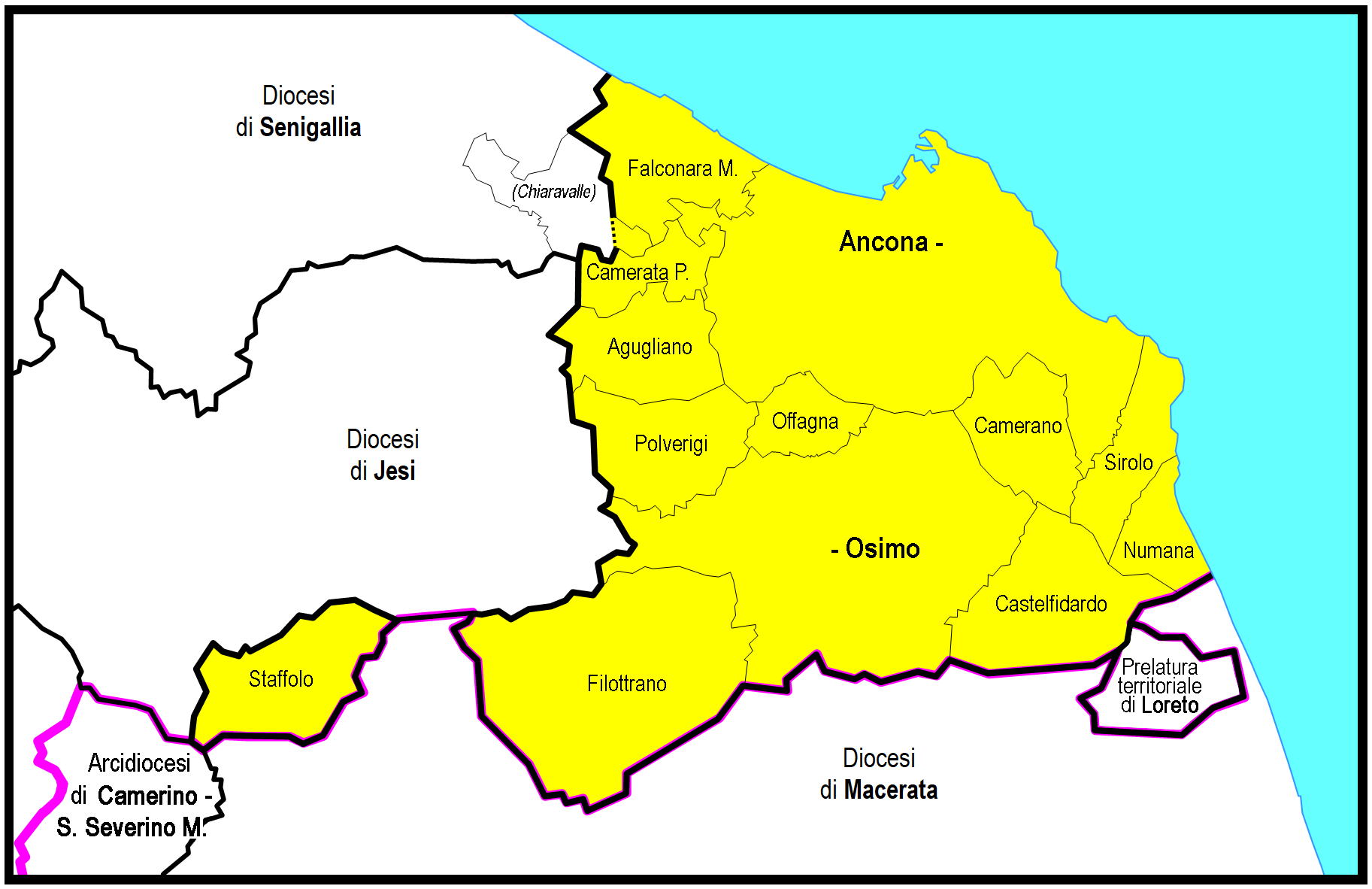

Le 28 septembre 1972, Carlo Maccari, archevêque d'Ancône et Numana, est également nommé évêque d'Osimo, unissant ainsi les trois sièges in persona episcopi. À la demande de Mgr Maccari, l'ancien titre de Numana est supprimé le 5 juillet 1975 par le décret Ex historicis documentis de la congrégation pour les évêques. L'archidiocèse prend le nom d'archidiocèse d'Ancône tandis que Numana devient siège titulaire.
Le 11 février 1976, Francesco Tarcisio Carboni est nommé évêque des cinq sièges de Macerata, Tolentino, Recanati, Treia et Cingoli, les unissant in persona episcopi ; par cette nomination, l'union de Cingoli et d'Osimo prend fin. À partir de ce moment, seul reste uni les sièges d'Ancône et d'Osimo.
Le 30 septembre 1986, avec le décret Instantibus votis de la congrégation pour les évêques, l'union plénière des deux diocèses est établie et la nouvelle circonscription ecclésiastique prend son nom actuel. Le 11 mars 2000, la province ecclésiastique d'Ancône-Osimo est agrandie avec l'ajout des sièges de Lorette, Senigallia et Fabriano-Matelica. Du 3 au 11 septembre 2011, Ancône accueille le XXVe congrès eucharistique national, auquel assiste le cardinal Giovanni Battista Re, légat du pape.

## Sources
- (en) Catholic-Hierarchy

- (it) Cet article est partiellement ou en totalité issu de l’article de Wikipédia en italien intitulé « Arcidiocesi di Ancona-Osimo » (voir la liste des auteurs).

### Articles liés
- Liste des diocèses et archidiocèses d'Italie
- Église catholique en Italie